# Will Claye
Pour les articles homonymes, voir Claye.
William « Will » Claye (né le 13 juin 1991 à Phoenix) est un athlète américain spécialiste du saut en longueur et du triple saut.

## Biographie
Étudiant à l'Université de l'Oklahoma, il se distingue lors de la saison 2009 en remportant le concours du triple saut des Championnats panaméricains juniors de Port-d'Espagne avec la marque de 16,57 m. Quelques jours plus tard à Fayetteville, il s'adjuge le titre NCAA du triple saut en salle avec 17,19 m, signant à cette occasion la meilleure performance mondiale junior de l'année ainsi qu'un nouveau record des États-Unis junior de la discipline.

Vainqueur du triple saut lors des Championnats NCAA en salle 2011, il dépasse pour la première fois de sa carrière la limite des huit mètres au saut en longueur en réalisant la marque de 8,29 m (+ 1,9 m/s) à Athens. Lors des Championnats des États-Unis 2011 de Eugene, il se classe deuxième des deux épreuves de sauts (8,19 m en longueur derrière Marquise Goodwin et 17,09 m derrière Christian Taylor) et réalise à cette occasion dans ces deux disciplines les minimas pour les Championnats du monde. Fin août, à Daegu, il se classe 9e du saut en longueur avec 8,10 m, mais remporte en fin de compétition la médaille de bronze de l'épreuve du triple saut. Devancé finalement par Christian Taylor et Phillips Idowu, il améliore son record personnel en établissant la marque de 17,50 m à son troisième essai.

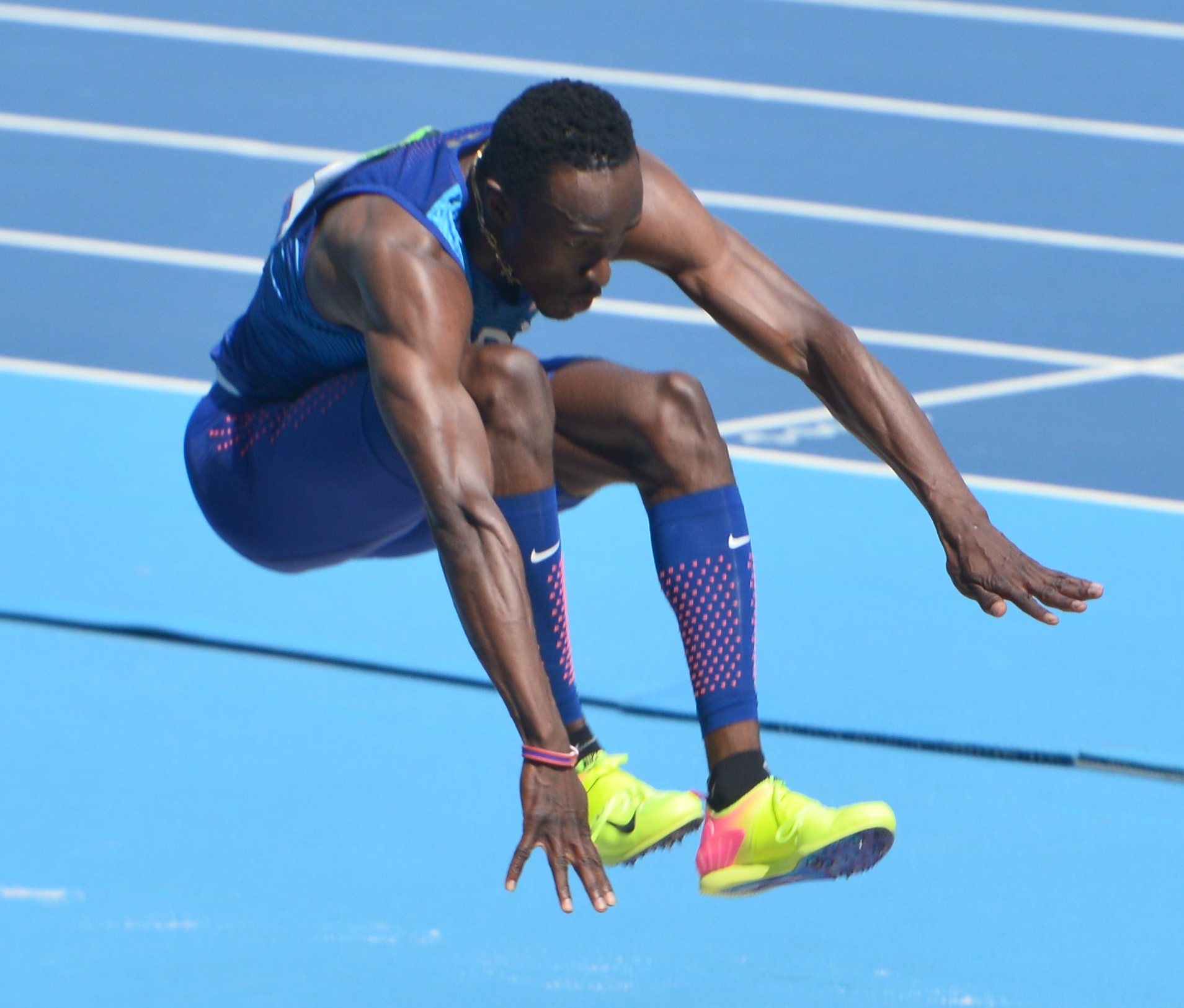
Will Claye lors des Jeux olympiques de 2016

Auteur d'un nouveau record personnel en salle au saut à longueur avec 8,24 m, en février 2012 à Fayetteville, Will Claye décroche par la suite son premier titre national senior, au triple saut, en atteignant la marque de 17,63 m en finale des Championnats des États-Unis en salle d'Albuquerque, en altitude. Il établit à cette occasion la meilleure performance mondiale de l'année ainsi que la deuxième meilleure marque nationale de tous les temps derrière les 17,76 m de son compatriote Mike Conley. Aligné dans les deux épreuves de sauts horizontaux lors des Championnats du monde en salle d'Istanbul, Claye termine au pied du podium du concours de la longueur (8,04 m), mais s'impose dès le lendemain dans l'épreuve du triple saut avec 17,70 m, marque réalisée à son quatrième essai constituant la meilleure performance mondiale de l'année. Il devance finalement Christian Taylor (17,63 m) et Lyukman Adams (17,36 m). 
Deuxième du saut en longueur et du triple saut lors des sélections olympiques américaines d'Eugene, il concourt dans ces deux épreuves lors des Jeux olympiques de Londres, en août 2012. Médaillé de bronze du saut en longueur avec 8,12 m, derrière Greg Rutherford et Mitchell Watt, l'Américain se classe deuxième du concours du triple saut en établissant un nouveau record personnel à son quatrième essai avec 17,62 m. Il est une nouvelle fois devancé par Christian Taylor, auteur d'un saut victorieux à 17,81 m.
En 2013, lors des championnats du monde de Moscou, il effectue un saut à 17,52 m et se classe troisième du concours du triple saut, derrière le Français Teddy Tamgho et le Cubain Pedro Pichardo
Le 3 juillet 2016, il termine 3e des sélections olympiques américaines mais son meilleur saut avec vent régulier sur la période 2015 - 2016 est de 8,14 m, obtenu la veille en qualifications, ce qui ne lui donne pas la qualification automatique pour les Jeux olympiques de Rio sur cette épreuve où il est médaille de bronze en titre. Néanmoins, il remporte la finale du triple saut et ira donc aux Jeux sur cette épreuve. 
Le 16 août, Will Claye remporte pour la 2de fois consécutive la médaille d'argent du triple saut des Jeux olympiques de Rio avec un record personnel à 17,76 m, devancé comme à Londres par son compatriote Christian Taylor (17,86 m).

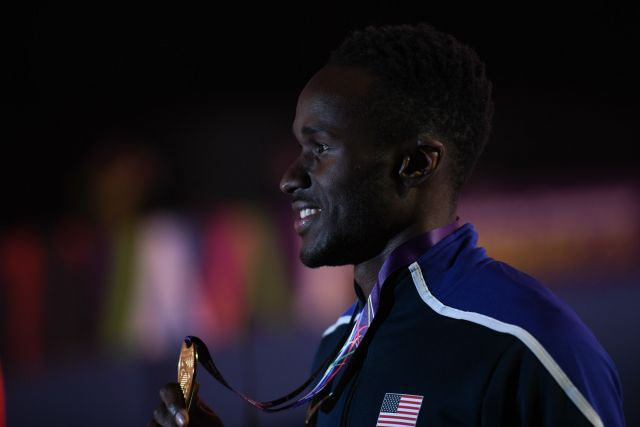
Will Claye avec sa médaille d'or des mondiaux en salle 2018.

Le 17 mai 2017 à Baie-Mahault (Guadeloupe), Will Claye établit la meilleure performance mondiale de l'année avec 17,40 m. Dix jours plus tard, il s'aligne au Prefontaine Classic de Eugene où, dès le premier essai, Christian Taylor réalise 17,82 m (vent trop fort). Claye parvient à répondre avec 17,66 m (+ 1,5 m/s) puis avec 17,82 m (+ 1,7 m/s, record personnel), mais Taylor réalise au 4e essai 18,11 m. Will Claye doit alors améliorer de nouveau son record personnel réalisé juste précédemment et l'Américain parvient à réaliser 18,05 m, mais celui-ci ne peut être homologué (+ 2,5 m/s). Les derniers essais du concours n'améliorent pas les marques précédentes et Taylor s'impose avec 18,11 m face à Claye et 18,05 m. Le 23 juin, il remporte le titre national avec 17,91 m, record personnel.
Le 10 août 2017, lors des Championnats du monde de Londres, Will Claye ne parvient toujours pas à remporter l'or, de nouveau battu par son compatriote Christian Taylor. Avec 17,63 m, il doit s'incliner face à Taylor qui le devance de cinq centimètres. Le Portugais Nelson Évora, médaillé de bronze en titre, remporte de nouveau ce métal avec 17,19 m,.
Le 18 février 2018, il remporte le titre de champion des États-Unis en salle à Albuquerque avec un saut à 17,28 m, devant Chris Carter (17,20 m) et Omar Craddock (17,11 m). Le 3 mars 2018, au terme d'une finale relevée, Will Claye décroche son second titre de champion du monde en salle du triple saut avec un saut à 17,43 m, meilleure performance mondiale de l'année. Il devance les favoris Almir dos Santos (17,41 m) et Nelson Évora (17,40 m).

### Soupçon de dopage puis blanchiment
Le 27 septembre 2018, l'Agence Américaine Antidopage blanchit Will Claye à propos d'un test positif datant du 1er août, après avoir consommé de la viande contaminée lors d'un séjour à Mexico.
Le 29 juin 2019, à Long Beach, Will Claye devient le 3e meilleur performeur mondial de l'histoire grâce à un saut à 18,14 m (+ 0,6 m/s). Il remporte aussi le saut en longueur avec 8,21 m, sa meilleure marque depuis 2012.
Il remporte la médaille d'argent des championnats du monde 2019 à Doha avec 17,74 m, derrière Christian Taylor.

## Vie privée
Après sa médaille d'argent à Rio de Janeiro, le 16 août 2016, il demande la hurdleuse Queen Harrison en mariage. Le couple se marie le 13 octobre 2018.

## Palmarès

### International
| Date | Compétition                        | Lieu             | Résultat | Épreuve     | Marque  |
| ---- | ---------------------------------- | ---------------- | -------- | ----------- | ------- |
| 2009 | Championnats panaméricains juniors | Port-d'Espagne   | 1er      | Triple saut | 16,57 m |
| 2011 | Championnats du monde              | Daegu            | 9e       | Longueur    | 8,10 m  |
| 2011 | Championnats du monde              | Daegu            | 3e       | Triple saut | 17,50 m |
| 2012 | Championnats du monde en salle     | Istanbul         | 4e       | Longueur    | 8,04 m  |
| 2012 | Championnats du monde en salle     | Istanbul         | 1er      | Triple saut | 17,70 m |
| 2012 | Jeux olympiques                    | Londres          | 3e       | Longueur    | 8,12 m  |
| 2012 | Jeux olympiques                    | Londres          | 2e       | Triple saut | 17,62 m |
| 2013 | Championnats du monde              | Moscou           | 3e       | Triple saut | 17,52 m |
| 2014 | Coupe continentale                 | Marrakech        | 2e       | Longueur    | 7,98 m  |
| 2014 | Coupe continentale                 | Marrakech        | 3e       | Triple saut | 17,21 m |
| 2014 | Ligue de diamant                   | Ligue de diamant | 2e       | Triple saut | détails |
| 2016 | Jeux olympiques                    | Rio de Janeiro   | 2e       | Triple saut | 17,76 m |
| 2017 | Championnats du monde              | Londres          | 2e       | Triple saut | 17,63 m |
| 2017 | Ligue de diamant                   | Ligue de diamant | 2e       | Triple saut | 17,35 m |
| 2018 | Championnats du monde en salle     | Birmingham       | 1er      | Triple saut | 17,43 m |
| 2019 | Ligue de diamant                   | Ligue de diamant | 2e       | Triple saut | 17,22 m |
| 2019 | Championnats du monde              | Doha             | 2e       | Triple saut | 17,74 m |
| 2021 | Jeux olympiques                    | Tokyo            | 4e       | Triple saut | 17,44 m |
| 2022 | Championnats du monde en salle     | Belgrade         | 4e       | Triple saut | 17,19 m |
| 2022 | Championnats du monde              | Eugene           | 11e      | Triple saut | 16,54 m |
| 2023 | Championnats du monde              | Budapest         | 7e       | Triple saut | 16,99 m |

### National
- Championnats des États-Unis :
  - triple saut : vainqueur en 2014, 2016 et 2017 ; 2e en 2011, 2012 et 2013 ;
  - saut en longueur : 2e en 2011 et 2012 ; 3e en 2016.
- Championnats des États-Unis en salle  : 
  - Triple saut  : vainqueur en 2012 et 2018
- Championnats NCAA : vainqueur en 2009 (triple saut)

## Records

### Records personnels
| Épreuve          | Épreuve   | Marque              | Lieu         | Date            |
| ---------------- | --------- | ------------------- | ------------ | --------------- |
| Triple saut      | Plein air | 18,14 m (+ 0,6 m/s) | Long Beach   | 29 juin 2019    |
| Triple saut      | En salle  | 17,70 m             | Istanbul     | 11 mars 2012    |
| Saut en longueur | Plein air | 8,29 m (+ 1,9 m/s)  | Athens       | 14 mai 2011     |
| Saut en longueur | En salle  | 8,24 m              | Fayetteville | 10 février 2012 |

### Meilleures performances par année
| Année | Marque  | Vent  | Date             | Lieu           | Rang |
| ----- | ------- | ----- | ---------------- | -------------- | ---- |
| 2009  | 17,19 m | + 2,0 | 13 juin 2009     | Fayetteville   | 19   |
| 2010  | 16,30 m | + 0,8 | 29 mai 2010      | Austin         | 126  |
| 2011  | 17,50 m | + 0,1 | 4 septembre 2011 | Daegu          | 6    |
| 2012  | 17,62 m | + 0,6 | 9 août 2012      | Londres        | 2    |
| 2013  | 17,52 m | + 0,5 | 18 août 2013     | Moscou         | 4    |
| 2014  | 17,75 m | + 0,8 | 27 juin 2014     | Sacramento     | 2    |
| 2015  | 17,48 m | + 0,5 | 28 juin 2015     | Eugene         | 6    |
| 2016  | 17,76 m | + 0,4 | 16 août 2016     | Rio de Janeiro | 2    |
| 2017  | 17,91 m | + 0,9 | 23 juin 2017     | Sacramento     | 2    |
| 2018  | 17,44 m | + 1,1 | 26 mai 2018      | Eugene         |      |
| 2019  | 18,14 m | + 0,6 | 29 juin 2019     | Long Beach     | 1    |